# لیاپانوف ۵۳۲۴
سیارک ۵۳۲۴ (به انگلیسی: 5324 Lyapunov، نامگذاری:1987SL) پنج هزار و سیصد و بیست و چهارمین سیارک کشف شده‌است که در ۲۲ سپتامبر ۱۹۸۷ کشف شد.
قدر مطلق سیارک برابر ۱۵٫۲۰ است.